# 江見駅
江見駅（えみえき）は、千葉県鴨川市西江見にある、東日本旅客鉄道（JR東日本）内房線の駅である。
本項では、当駅舎内にある江見駅郵便局についても記述する。

## 歴史
- 1922年（大正11年）12月20日：開業[1]。
- 1962年（昭和37年）10月1日：貨物取扱廃止[2]。
- 1971年（昭和46年）6月26日：荷物扱い廃止[2]。
- 1972年（昭和47年）8月21日：無人化[新聞 3]。
- 1973年（昭和48年）4月27日：鴨川市へ乗車券類販売委託（簡易委託）を開始[3]。
- 1987年（昭和62年）4月1日：国鉄分割民営化に伴い、東日本旅客鉄道（JR東日本）の駅となる[1]。
- 2009年（平成21年）3月14日：ICカード「Suica」の利用が可能となる[報道 2]。東京近郊区間に組み込まれる[報道 2]。
- 2019年（令和元年）7月1日：鴨川市への乗車券類販売委託（簡易委託）を解除し[4][新聞 4]、終日無人化[4][新聞 4]。
- 2020年（令和2年）8月31日：郵便局と一体化した駅舎に建て替えると共に、江見駅郵便局（日本郵便）に乗車券の販売や列車の案内業務等を委託（後述）[報道 1][新聞 2]。
- 2021年（令和3年）4月27日：農産物集荷場「JRE農業ステーション江見駅」を開設[報道 3]。

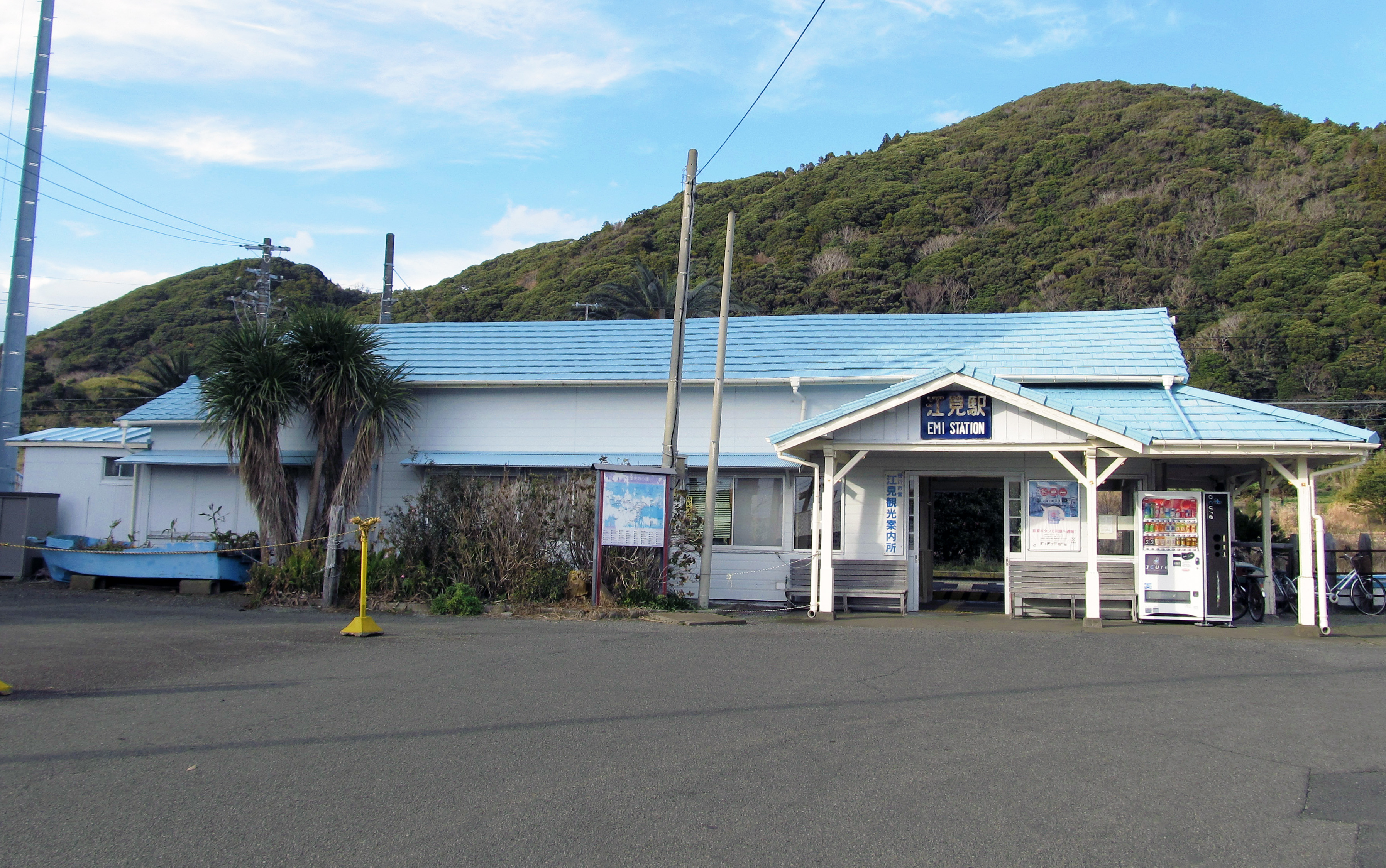
旧駅舎（2013年12月）
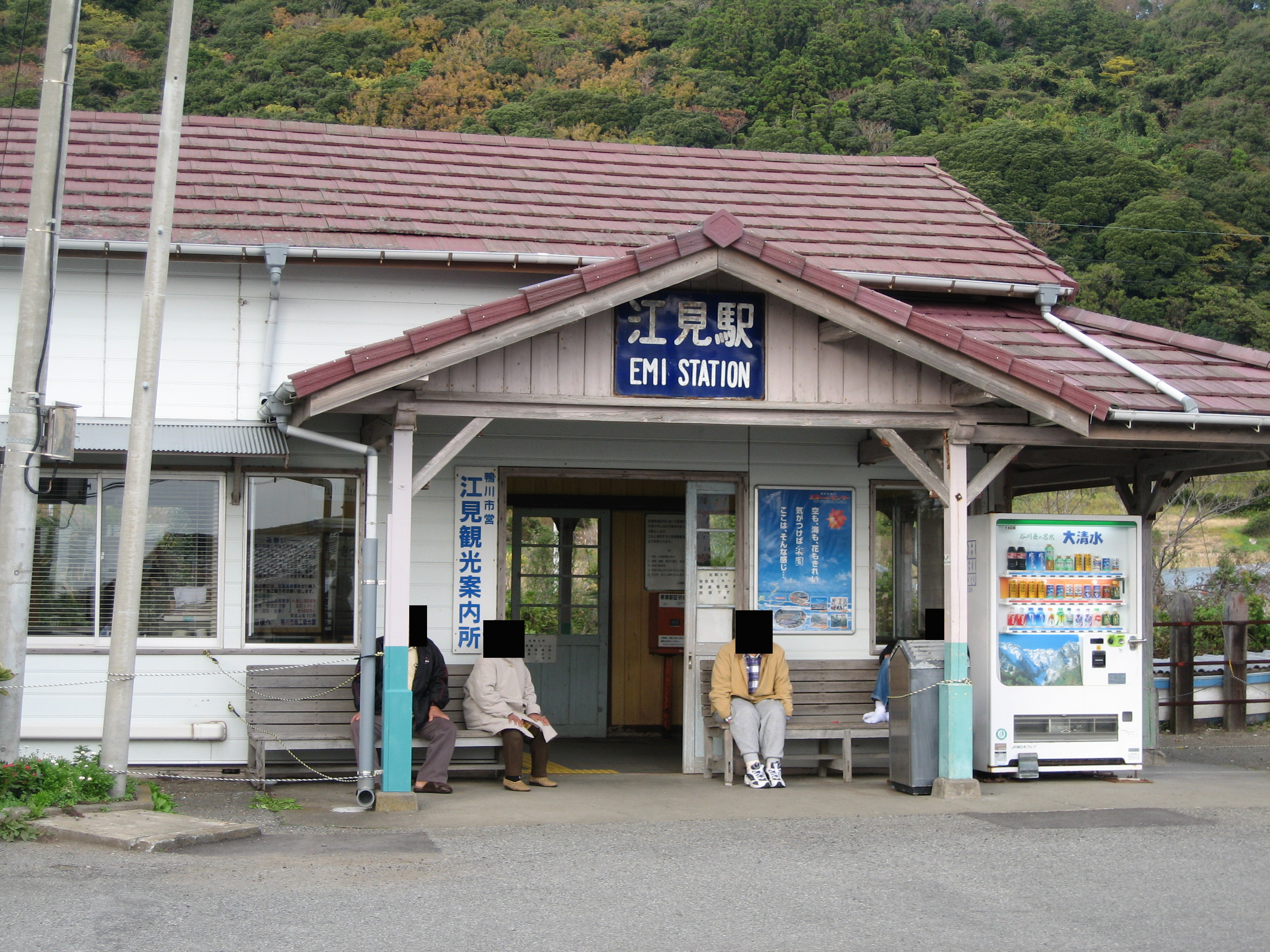
改装前の旧駅舎（2006年11月）

## 駅構造
相対式ホーム2面2線を有する地上駅。互いのホームは跨線橋で連絡している。
日本郵便が駅業務を受託している茂原統括センター（安房鴨川駅）管理の業務委託駅。平日の郵便局貯金・保険窓口営業時間内は当駅舎内にある江見駅郵便局が駅業務の取扱を行なっている。土休日は終日無人となる。自動券売機は設置されておらず、ICカードチャージ機、簡易Suica改札機、乗車駅証明証発行機が設置されている。また駅舎（局舎）内にはゆうちょ銀行のATM、水洗式トイレ（男女別）が設置されている。
2010年（平成22年）2月10日より外房線PRC型自動放送（路線上は内房線であるが外房線CTCの管轄）が導入された。

### のりば
| 番線 | 路線    | 方向 | 行先                   |
| ---- | ------- | ---- | ---------------------- |
| 1    | ■内房線 | 上り | 館山・木更津・千葉方面 |
| 2    | ■内房線 | 下り | 安房鴨川方面           |

（出典：JR東日本:駅構内図）
- ホームは10両編成までに対応する。

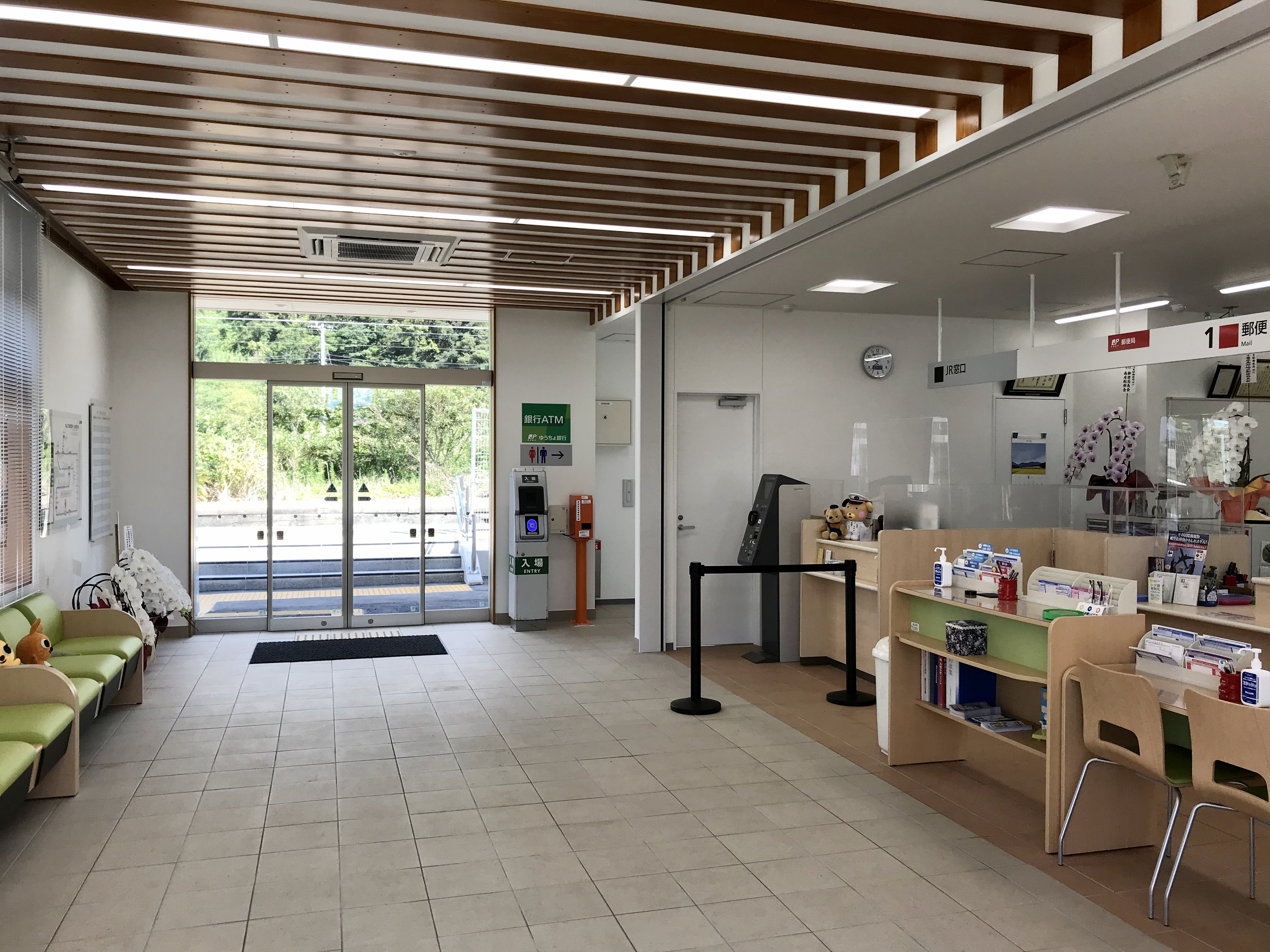
駅舎・局舎内（2020年9月）
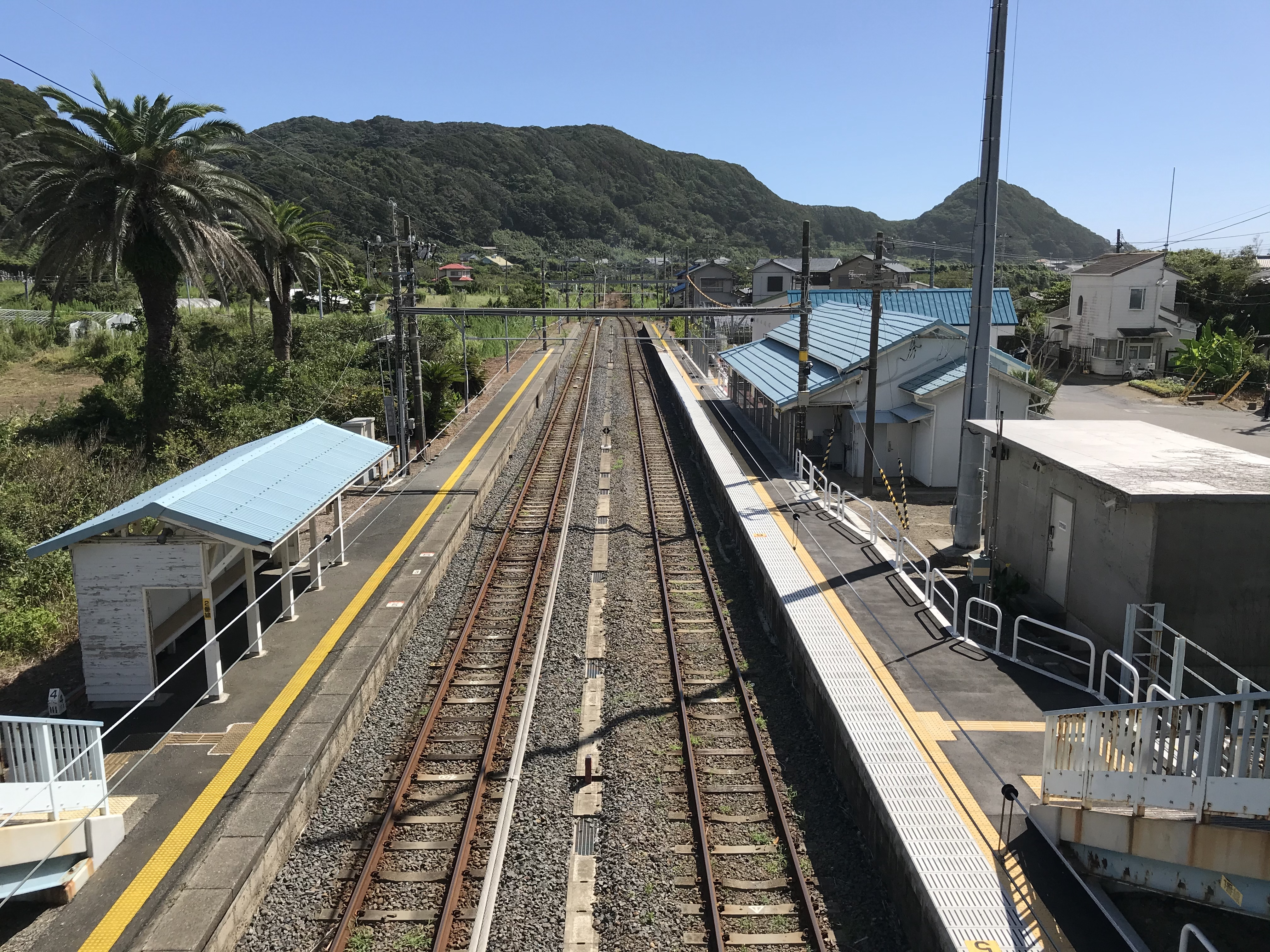
駅ホーム（2020年9月）

## 利用状況
2023年度（令和5年度）の1日平均乗車人員は51人である。
JR東日本および千葉県統計年鑑によると、1990年度（平成2年度）以降の1日平均乗車人員の推移は以下の通り。
| 年度               | 1日平均 乗車人員 | 出典     |
| ------------------ | ---------------- | -------- |
| 1990年（平成02年） | 283              | [ * 1 ]  |
| 1991年（平成03年） | 222              | [ * 2 ]  |
| 1992年（平成04年） | 217              | [ * 3 ]  |
| 1993年（平成05年） | 271              | [ * 4 ]  |
| 1994年（平成06年） | 277              | [ * 5 ]  |
| 1995年（平成07年） | 262              | [ * 6 ]  |
| 1996年（平成08年） | 213              | [ * 7 ]  |
| 1997年（平成09年） | 192              | [ * 8 ]  |
| 1998年（平成10年） | 194              | [ * 9 ]  |
| 1999年（平成11年） | 181              | [ * 10 ] |
| 2000年（平成12年） | 170              | [ * 11 ] |
| 2001年（平成13年） | 150              | [ * 12 ] |
| 2002年（平成14年） | 134              | [ * 13 ] |
| 2003年（平成15年） | 116              | [ * 14 ] |
| 2004年（平成16年） | 114              | [ * 15 ] |
| 2005年（平成17年） | 114              | [ * 16 ] |
| 2006年（平成18年） | 111              | [ * 17 ] |
| 2007年（平成19年） | 106              | [ * 18 ] |
| 2008年（平成20年） | 99               | [ * 19 ] |
| 2009年（平成21年） | 90               | [ * 20 ] |
| 2010年（平成22年） | 88               | [ * 21 ] |
| 2011年（平成23年） | 80               | [ * 22 ] |
| 2012年（平成24年） | 92               | [ * 23 ] |
| 2013年（平成25年） | 89               | [ * 24 ] |
| 2014年（平成26年） | 83               | [ * 25 ] |
| 2015年（平成27年） | 76               | [ * 26 ] |
| 2016年（平成28年） | 70               | [ * 27 ] |
| 2017年（平成29年） | 80               | [ * 28 ] |
| 2018年（平成30年） | 80               | [ * 29 ] |
| 2019年（令和元年） | 非公表           | [ * 30 ] |
| 2020年（令和02年） | 53               |          |
| 2021年（令和03年） | 54               |          |
| 2022年（令和04年） | 52               |          |
| 2023年（令和05年） | 51               |          |

## 駅周辺

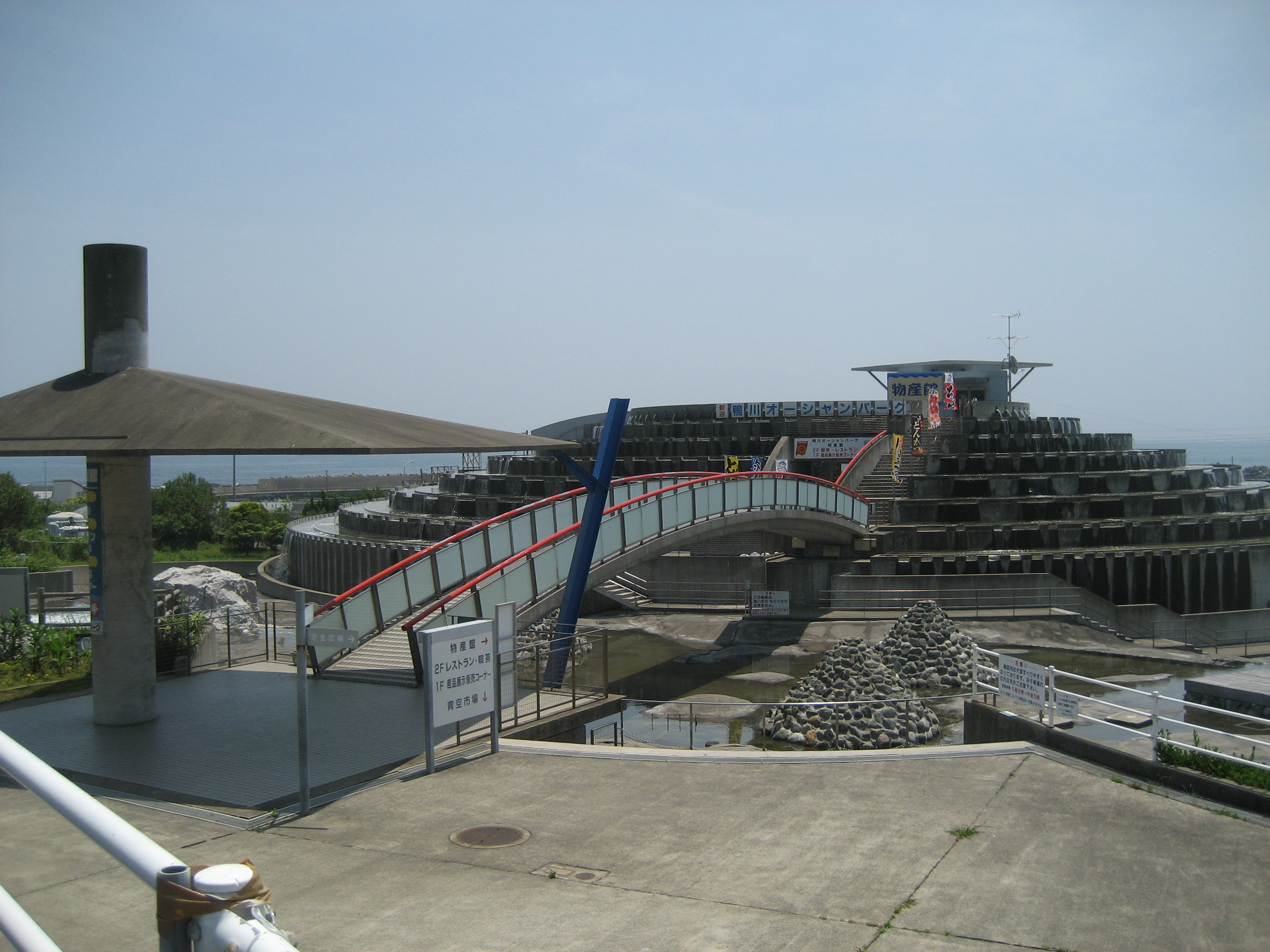
道の駅鴨川オーシャンパーク

駅前は中小商店、宿泊施設などが点在する。駅入口と反対側は丘陵地帯が広がる。
- 国道128号
- 千葉県道272号西江見停車場線
- 烏場山
- 大塚山
- 炭焼島・御神根島・大島
- 江見吉浦
- 江見太夫崎
- 江見海水浴場
- 江見漁港（第2種漁港）
- 鴨川市役所江見出張所
- 鴨川警察署江見駐在所
- 道の駅鴨川オーシャンパーク
- 日東交通「江見駅入口」停留所

## 江見駅郵便局

### 沿革
- 1963年（昭和38年）：江見郵便局として開局[新聞 2]。
- 2007年（平成19年）10月1日：民営化に伴い、併設された郵便事業鴨川支店江見集配センターに一部業務を移管。
- 2012年（平成24年）10月1日：日本郵便株式会社発足に伴い、郵便事業鴨川支店江見集配センターを江見郵便局に統合。
- 2017年（平成29年）2月27日：集配業務を鴨川郵便局に移管し、無集配郵便局となる。
- 2018年（平成30年）6月12日：「日本郵便とJR東日本の地域・社会の活性化に関する協定」に基づき[報道 4]、当局業務と江見駅窓口業務の一体的な運営を開始すると発表[報道 1][報道 5]。郵便局が駅業務を請け負うのは当局が全国初の事例である[新聞 2][新聞 4]。
- 2020年（令和2年）8月31日：江見郵便局が当駅舎内に移転し、江見駅郵便局へ改称[報道 1][報道 6][新聞 2]。

### 取扱内容
2020年8月31日の開設時点での取り扱い内容は以下の通り
- 郵便、印紙、ゆうパック、内容証明[5][報道 1]
- 貯金、為替、振替、振込、国債[5][報道 1]
- 生命保険、バイク自賠責保険[5][報道 1]
- ゆうちょ銀行ATM[5][報道 1]
- 普通乗車券、定期券などの乗車券類および無記名式のSuicaの発売、 Suicaへのチャージ、精算、列車の発車時刻および運賃の案内[報道 1]

### 風景印
当駅舎及び局舎とJR東日本209系電車（内房線列車）。

### その他
当駅舎及び当局舎前には、郵便物を運送していた郵便・荷物電車をイメージしたラッピングポストが設置されている。

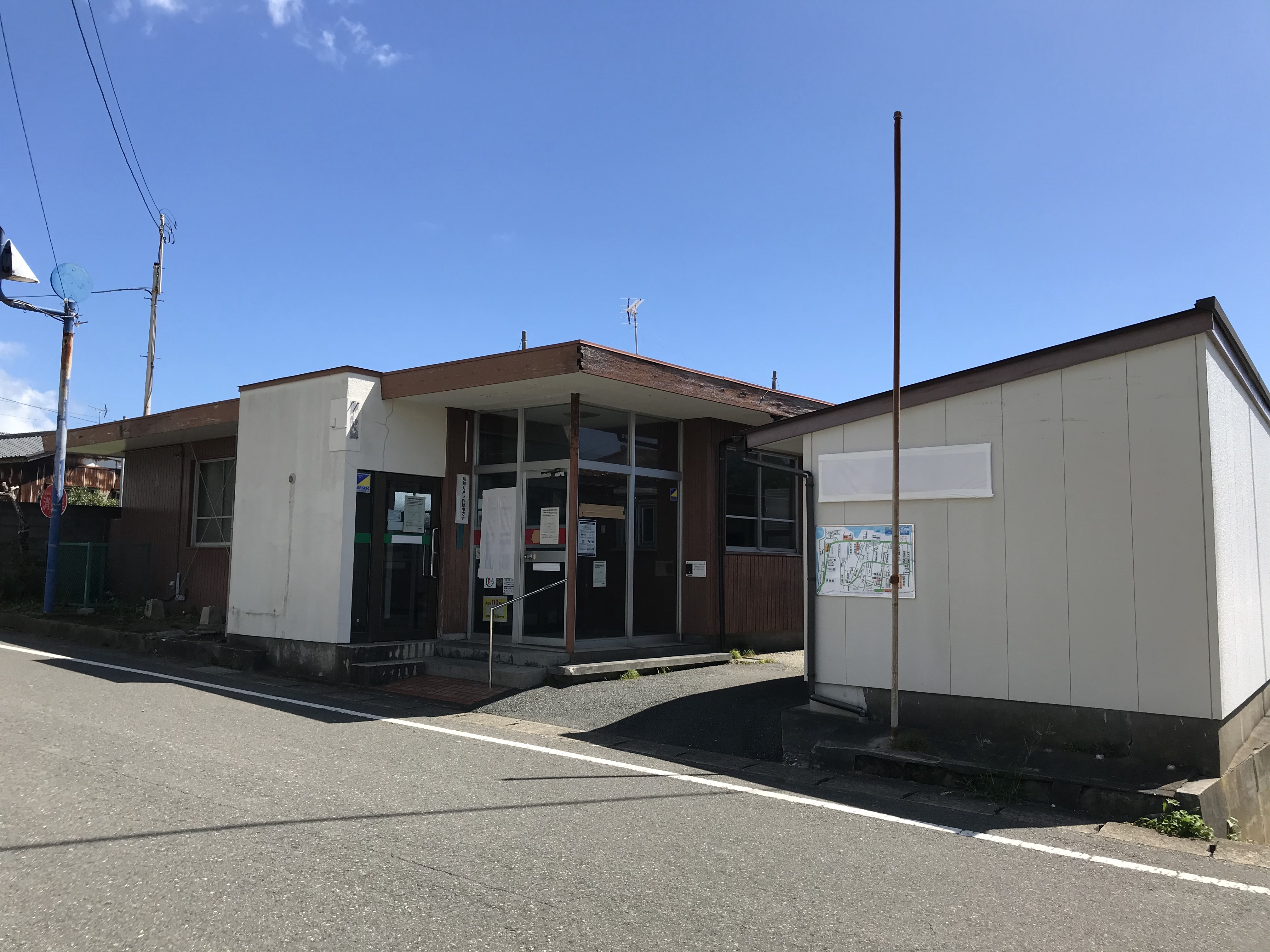
旧局舎（2020年9月）
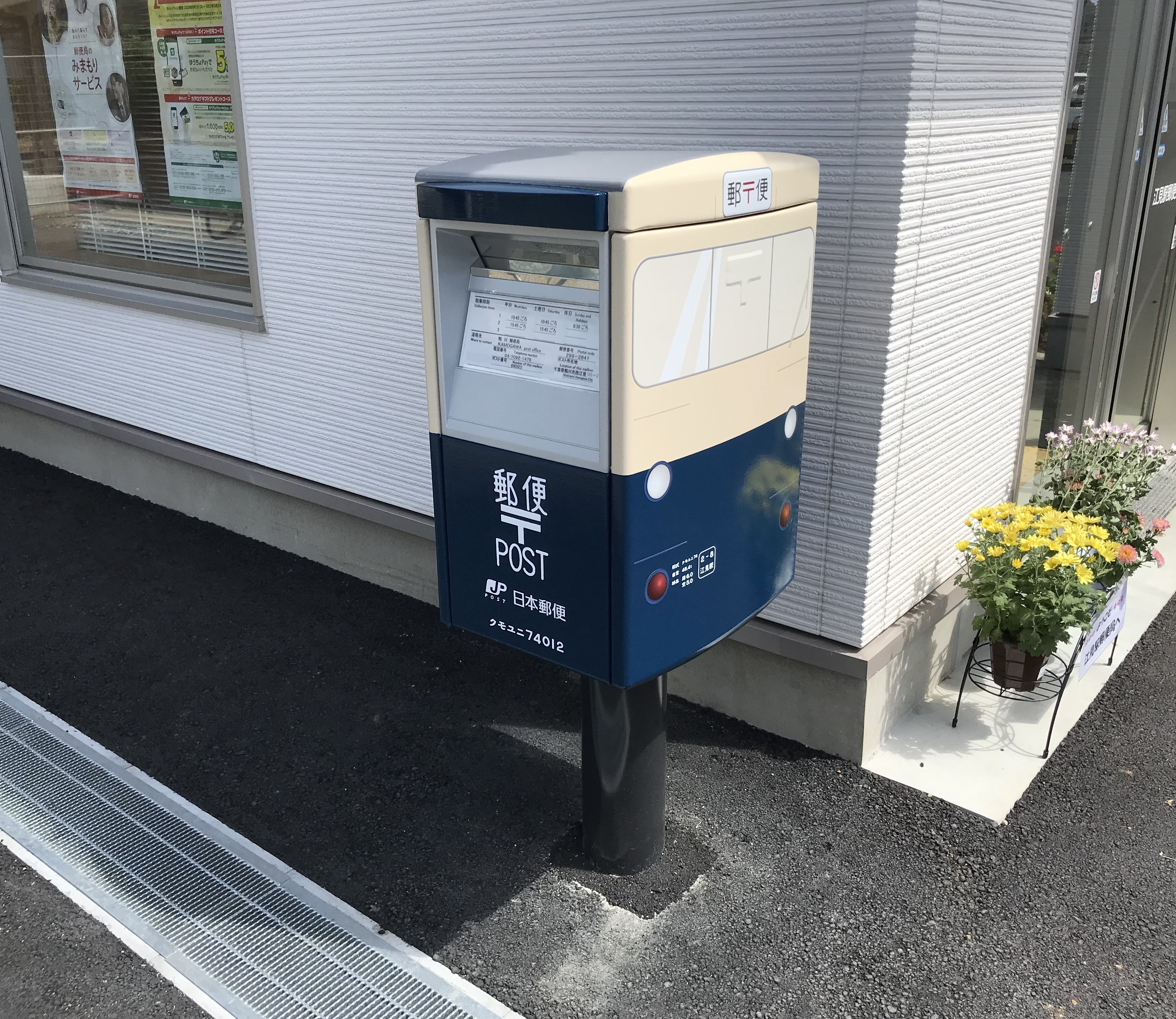
荷物電車をイメージしたラッピングポスト（2020年9月）

## 隣の駅
東日本旅客鉄道（JR東日本）
■内房線
和田浦駅 - 江見駅 - 太海駅

### 記事本文

#### 報道発表資料
1. 1 2 3 4 5 6 7 8 9 10 11 12 13 14  『内房線江見駅における郵便局窓口業務と駅窓口業務の一体運営の開始』（PDF）（プレスリリース）日本郵便／東日本旅客鉄道、2020年7月9日。オリジナルの2020年7月9日時点におけるアーカイブ。2020年7月9日閲覧。
2. 1 2  『Suicaをご利用いただけるエリアが広がります。』（PDF）（プレスリリース）東日本旅客鉄道、2008年12月22日。オリジナルの2019年5月3日時点におけるアーカイブ。2018年7月8日閲覧。
3. ↑  『JR内房線江見駅に農産物集荷場を開設 千葉県産農産物の販路拡大と生産者の収入源増を狙う』（PDF）（プレスリリース）農業総合研究所、2021年4月27日。オリジナルの2021年6月6日時点におけるアーカイブ。2021年6月6日閲覧。
4. ↑  『日本郵便とJR東日本の地域・社会の活性化に関する協定の締結』（PDF）（プレスリリース）日本郵便／東日本旅客鉄道、2018年6月11日。オリジナルの2018年12月15日時点におけるアーカイブ。2020年7月9日閲覧。
5. ↑  『日本郵便とJR東日本との連携協定に基づく「郵便局と駅の機能連携」 〜内房線江見駅で郵便局窓口業務と駅窓口業務の一体運営を実施します〜』（PDF）（プレスリリース）日本郵便／東日本旅客鉄道、2019年8月23日。オリジナルの2019年8月23日時点におけるアーカイブ。2019年8月23日閲覧。
6. ↑  『移転・改称：江見郵便局（千葉県）』（プレスリリース）日本郵便、2020年7月28日。オリジナルの2020年11月7日時点におけるアーカイブ。2020年11月30日閲覧。

#### 新聞記事
1. 1 2  “JR東日本・日本郵便 内房線江見駅 江見駅郵便局で営業開始”. 交通新聞 (交通新聞社). (2020年9月2日).  オリジナルの2020年9月2日時点におけるアーカイブ。 2020年9月2日閲覧。
2. 1 2 3 4 5 6 7 8  “局員が駅窓口業務 江見駅郵便局31日開業 鴨川”. 千葉日報 (千葉日報社). (2020年8月29日).  オリジナルの2020年8月30日時点におけるアーカイブ。 2020年8月30日閲覧。
3. ↑  “通報 ●内房線江見駅の駅員無配置について（旅客局）”. 鉄道公報 (日本国有鉄道総裁室文書課):  p. 2. (1972年8月19日)
4. 1 2 3  “郵便局が駅窓口兼務 鴨川の江見駅 来夏、連携で客利便性維持”. 千葉日報 (千葉日報社). (2019年8月24日).  オリジナルの2019年8月24日時点におけるアーカイブ。 2019年8月24日閲覧。

### 利用状況
1. ↑  千葉県統計年鑑 - 千葉県
2. ↑  鴨川市統計書 - 鴨川市

JR東日本の2000年度以降の乗車人員
1. 1 2  各駅の乗車人員（2023年度） - JR東日本
2. ↑  各駅の乗車人員（2000年度） - JR東日本
3. ↑  各駅の乗車人員（2001年度） - JR東日本
4. ↑  各駅の乗車人員（2002年度） - JR東日本
5. ↑  各駅の乗車人員（2003年度） - JR東日本
6. ↑  各駅の乗車人員（2004年度） - JR東日本
7. ↑  各駅の乗車人員（2005年度） - JR東日本
8. ↑  各駅の乗車人員（2006年度） - JR東日本
9. ↑  各駅の乗車人員（2007年度） - JR東日本
10. ↑  各駅の乗車人員（2008年度） - JR東日本
11. ↑  各駅の乗車人員（2009年度） - JR東日本
12. ↑  各駅の乗車人員（2010年度） - JR東日本
13. ↑  各駅の乗車人員（2011年度） - JR東日本
14. ↑  各駅の乗車人員（2012年度） - JR東日本
15. ↑  各駅の乗車人員（2013年度） - JR東日本
16. ↑  各駅の乗車人員（2014年度） - JR東日本
17. ↑  各駅の乗車人員（2015年度） - JR東日本
18. ↑  各駅の乗車人員（2016年度） - JR東日本
19. ↑  各駅の乗車人員（2017年度） - JR東日本
20. ↑  各駅の乗車人員（2018年度） - JR東日本
21. ↑  各駅の乗車人員（2020年度） - JR東日本
22. ↑  各駅の乗車人員（2021年度） - JR東日本
23. ↑  各駅の乗車人員（2022年度） - JR東日本

千葉県統計年鑑
1. ↑  千葉県統計年鑑（平成3年）
2. ↑  千葉県統計年鑑（平成4年）
3. ↑  千葉県統計年鑑（平成5年）
4. ↑  千葉県統計年鑑（平成6年）
5. ↑  千葉県統計年鑑（平成7年）
6. ↑  千葉県統計年鑑（平成8年）
7. ↑  千葉県統計年鑑（平成9年）
8. ↑  千葉県統計年鑑（平成10年）
9. ↑  千葉県統計年鑑（平成11年）
10. ↑  千葉県統計年鑑（平成12年）
11. ↑  千葉県統計年鑑（平成13年）
12. ↑  千葉県統計年鑑（平成14年）
13. ↑  千葉県統計年鑑（平成15年）
14. ↑  千葉県統計年鑑（平成16年）
15. ↑  千葉県統計年鑑（平成17年）
16. ↑  千葉県統計年鑑（平成18年）
17. ↑  千葉県統計年鑑（平成19年）
18. ↑  千葉県統計年鑑（平成20年）
19. ↑  千葉県統計年鑑（平成21年）
20. ↑  千葉県統計年鑑（平成22年）
21. ↑  千葉県統計年鑑（平成23年）
22. ↑  千葉県統計年鑑（平成24年）
23. ↑  千葉県統計年鑑（平成25年）
24. ↑  千葉県統計年鑑（平成26年）
25. ↑  千葉県統計年鑑（平成27年）
26. ↑  千葉県統計年鑑（平成28年）
27. ↑  千葉県統計年鑑（平成29年）
28. ↑  千葉県統計年鑑（平成30年）
29. ↑  千葉県統計年鑑（令和元年）
30. ↑  千葉県統計年鑑（令和2年）